# Ronnie Hallgren
Ronnie Hallgren, folkbokförd Evan Ronny Hallgren, född 4 maj 1948 i Lidköping, är en svensk regissör, teaterchef och professor.

## Biografi
Hallgren är utbildad vid Dramatiska institutet och var verksam som regissör vid Malmö stadsteater, Radioteatern och Sveriges Television 1974–1993. Han var chef för Älvsborgsteatern 1994–2001, Bohusläns teater 1999–2001 och för den sammanslagna institutionen Västsvenska Teater och Dans, nuvarande Regionteater Väst, 2001–2005.
2007 blev Hallgren professor i scenisk gestaltning "med inriktning på jämställdhet inom scenkonsten" vid Högskolan för scen och musik vid Göteborgs universitet.
Hallgren var VD och teaterchef för Göteborgs stadsteater 2005–2014. I denna roll var han inte konstnärlig ledare men regisserade vissa uppsättningar på teatern. 2014–2017 var han VD för GöteborgsOperan, vilket är ett rent administrativt uppdrag.
Han är bror till skådespelerskan Carina M. Johansson.

## Utmärkelser
- H.M. Konungens medalj i guld av 8:e storleken (Kon:sGM8, 2018) för betydande förtjänster inom svensk scenkonst[8]

Göteborgs Stads Förtjänsttecken 2018
Tidningen Kvällspostens Thaliastatyett 1991 för regin till August Strindbergs Ett Drömspel

## Teater

### Regi (ej komplett)
| År   | Produktion                                                        | Upphovsmän                                                                | Teater                   | Noter                                      |
| ---- | ----------------------------------------------------------------- | ------------------------------------------------------------------------- | ------------------------ | ------------------------------------------ |
| 1979 | Sagan om den övergivna dockan La historia de la muñeca abandonada | Alfonso Sastre Översättning Francisco Juriz                               | Malmö stadsteater        |                                            |
| 1980 | Snarkjakten The Hunting of the Snark                              | Lewis Carroll Dramatisering Suzanne Osten och Per Lysander                | Malmö stadsteater        |                                            |
| 1981 | Sagan om havet                                                    | Gösta Kjellin                                                             | Malmö stadsteater        |                                            |
| 1985 | Det var en lördag afton Torch Song Trilogy                        | Harvey Fierstein Översättning Gudrun Kjellberg                            | Malmö Stadsteater        |                                            |
| 1986 | Balansgång A Delicate Balance                                     | Edward Albee Översättning Sven Barthel                                    | Malmö Stadsteater        |                                            |
| 1994 | Gengångare Gengangere                                             | Henrik Ibsen                                                              | Malmö stadsteater        |                                            |
| 1994 | De sista Последние, Posledniye                                    | Maksim Gorkij Översättning Staffan Skott                                  | Helsingborgs stadsteater |                                            |
| 2007 | På stranden av världen On the Shore of the Wide World             | Simon Stephens                                                            | Göteborgs Stadsteater    |                                            |
| 2011 | Antigone Αντιγόνη                                                 | Sofokles Översättning Jan Stolpe, Lars-Håkan Svensson och Mohammed Zahran | Göteborgs stadsteater    | Regi tillsammans med Mgunga Mwa Mnyenyelwa |
| 2012 | Lubiewo-Kärleksön Lubiewo                                         | Michał Witkowski Dramatisering Lucas Svensson                             | Göteborgs stadsteater    |                                            |
| 2021 | Slutspel Fin de partie                                            | Samuel Beckett Översättning Magnus Hedlund                                | Göteborgs stadsteater    |                                            |